# Paraguay i olympiska sommarspelen 1976
Paraguay deltog i de olympiska sommarspelen 1976 med en trupp bestående av 4 deltagare. Ingen av landets deltagare erövrade någon medalj.

## Friidrott
Herrarnas maraton
- Eusebio Cardozo — 2:27:22 (→ 43:e plats)

## Fäktning
Herrarnas sabel
- César Bejarano